# 芒族自治區
芒族自治區（越南语：／，簡稱TAM），又名芒處（越南语：／），是1947年至1952年間在今越南和平省存在的一個少數民族自治政權。

## 歷史
和平省的主體民族是芒族。法屬印度支那初期，殖民政府單獨設立和平省，並將和平省定位為芒族蠻省，由芒族擔任主要官員，而非京族。同時，與其他京族省份主官的稱謂“總督”、“巡撫”不同，和平省主官稱作“官郎”。
第二次世界大戰結束後，越南掀起了追求民族獨立和國家統一的浪潮。為了對抗越南統一的呼聲，法屬印度支那政府於1947年在和平省成立芒族自治區。與此同時，芒族軍閥則加入法越聯軍，對抗越盟領導的越南民主共和國。
1950年4月15日，越南國國長保大帝簽署第6號諭旨，成立皇朝疆土，芒族自治區成為皇朝疆土的領地。
1952年，越南民主共和國佔領了和平省，芒族自治區被解散。